# Stibara tetraspilota
Stibara tetraspilota es una especie de escarabajo longicornio del género Stibara, tribu, Saperdini, subfamilia Lamiinae. Fue descrita por Hope en 1840.

## Descripción
Mide 17-25 mm de longitud.

## Distribución
Se distribuye por India, Laos, Birmania, Nepal, Pakistán, Tailandia y Vietnam.